# Housselske
Housselske (ukrainien : Гусельське, russe : Гусельское, Gousselskoïé) est une commune urbaine de l'oblast de Donetsk, en Ukraine. Elle compte 458 habitants en 2021.

## Géographie
La commune se situe sur un petit affluent de la rivière Hrouzka, dans le bassin versant du fleuve côtier Kalmious. Elle se trouve à 23 kilomètres à l'est de la ville de Donetsk.